# Торад-Аджена
«Торад-Аджена» (англ. Thorad-Agena) — американская одноразовая ракета-носитель созданная на базе РН семейства «Тор» и «Дельта». Первая ступень ракеты представляет собой удлинённый вариант «Тора» разработанный для программы «Дельта». В качестве второй ступени используется разгонный блок Agena-D ранее использованный с «Тором» стандартной конфигурации в связке «Тор-Аджена». Три ракетных ступени «Castor» использовались в качестве твердотопливных ускорителей.
В период с 1966 по 1972 год было запущено 43 РН «Торад-Аджена», в том числе 2 пуска были аварийными. В одном из пусков спутник был выведен на нерасчётную, но позволяющую эксплуатировать спутник орбиту. В большинстве пусков в качестве полезной нагрузки выступали спутники фоторазведки CORONA, как правило серии KH-4 (англ. KeyHole — замочная скважина). Также этой РН было выведено несколько научных и технологических спутников, в основном в конце программы пусков.
«Торад-Аджена» использовалась в двух конфигурациях:
- SLV-2G — в качестве стартовых ускорителей использовалась твердотопливная ступень Castor 1;
- SLV-2H — в качестве стартовых ускорителей использовалась твердотопливная ступень Castor 2.